# 国务院国防工业办公室
国务院国防工业办公室，负责对中国国防工业的生产、建设和科研工作进行统筹规划，全面安排，组织执行。

## 历史
1961年初，中共中央政治局常委会议决定，按国防工业和国防科技两个口子，安排一切国防工业生产与基建和一切国防科学尖端的研究试制（包括新型材料）计划。为落实这个决定，国家计委副主任范慕韩建议在军委成立个办公室采取综合平衡管理措施。聂荣臻审阅范慕韩的报告后批示：军委不宜组织专管两个口计划综合平衡的办公室。否则，增加不必要的层次，对工作不利，由计委直接领导和管理，可能更好些。
在国防科研和试制、生产过程中，由于科研和生产分属不同的口子管理，国防工业部门和国防科研院之间难以避免地产生各种矛盾。为了进一步加强对国防工业的集中统一领导，协调国防工业各部门、国防工业与其他有关工业部门、使用部门之间的关系，组织好相互间的协作，中央军委常委会议几次讨论国防工业的领导体制问题，认为应该有一个统一管理各个国防工业部门工作的机构。1961年夏季，三机部一位司长向部长孙志远建议，在国务院建立一个管理国防工业的机构，孙志远认为此方案可行，随即报告了周恩来。周恩来与贺龙、聂荣臻、罗瑞卿、孙志远等商定后，决定成立一个国防工业办公室，作为国务院的一个口（国防工业口），在党内向中央书记处和军委负责。 
1961年11月8日，中共中央决定成立国防工业办公室，作为国务院的一个口（国防工业口），在党内向中央书记处和军委负责，直接管理二机部、三机部和国防科委所属范围的工作。其具体任务是：对常规武器、国防尖端、科学研究、干部培养以及生产、建设等工作，进行统筹规划，全面安排。组织执行和督促检查。加强国防工业部门之间，以及国防工业部门同其他有关工业部门之间，同各军、兵种之间的联系，并且组织相互协作配合。1961年12月18日，中央军委决定国防工办列入军队编制。1961年12月20日，国务院国防工业办公室（简称国防工办）成立。罗瑞卿任国防工办主任，赵尔陆（主持日常工作）、孙志远、方强任副主任。国防工业各部门，在制定计划和执行国家计划的过程中，各项生产建设工作，经常的生产协作，燃料、原料、材料的供应，以及设备的配套、物资调拨等等，仍然作为单独户头，由国家计委、经委负责布置，并且对执行情况进行督促和检查，国防工业办公室予以协助。
“文化大革命”开始后，聂荣臻于1967年3月向中央写了《关于军事接管和调整改组国防科研机构的请示报告》，3月20日毛泽东批示：照办。1967年3月中旬，国务院总理周恩来找粟裕谈话说：“现在情况很困难，国防工业已处于瘫痪状态。主席说过，你过去有战功，现时打不倒，你去支撑这个局面吧。”中共中央、国务院、中央军委发布了对各国防工业部实行军管的决定，组成国防工业军管小组，在国务院、中央军委领导下，对国防工业部的各项工作实施统一领导。1967年3月27日，周恩来召集粟裕、王树声开会，交代军科院负责国防工业口，对国防工办和第二、三、四、五、六、七机部实行军管。粟裕任国防工业军管小组组长，王树声、向仲华任国防工业军管小组副组长。粟裕参加国务院业务组且为成员（相当于原国务院副总理组成的国务院常务会议成员）分管铁路、交通、邮电、港口建设、造船统筹和国防工业工作。粟裕兼任国防工办军事代表组组长、主持国防工办工作。1967年4月，粟裕被任命为中共中央军委常务委员:659。
1967年9月聂荣臻将《关于国防科研体制调整改组方案的报告》报送中央，提出国防科研单位调整改组为18个研究院的方案。毛泽东于10月25日批示：“很好，照办。”聂荣臻确定由国防科委副主任刘华清组成工作班子，刘华清向国防工办负责人（军管会主任）粟裕请示汇报，粟裕犹豫后还是同意了。1969年4月，中央决定国防工业由军委办事组领导。1969年12月18日，鉴于三、四、五、六机部已交两部（总参、总后）、两军（海、空军）分别接管，二、七机部已移交国防科委，国防工办已分别划归军委办事组和国家计委的情况，粟裕向周恩来及军委办事组提出：国防工业军管小组已无存在必要，建议即行撤销。12月22日，中央决定撤销国务院国防工办。1970年1月23日，国务院、中央军委决定国防工业军管小组停止工作，委托国防科委、海军、空军、总后勤部领导各有关工业部的“文化大革命”和干部等工作。
1973年9月10日，经中共中央批准，国务院、中央军委发出《关于成立国务院国防工业办公室的通知》，决定撤销中央军委国防工业领导小组及其办公室，成立国务院国防工业办公室，受国务院、中央军委领导，以国务院为主。撤销各大军区管理国防工业的机构。
1977年9月中央决定，国防工办列入军队序列，受国务院、中央军委双重领导。
1982年2月22日五届全国人大常委会举行第22次会议，通过了《关于国务院机构改革问题的决议》。将国务院国防工业办公室与中国人民解放军国防科学技术委员会、中央军事技术装备委员会办公室合并，设立国防科学技术工业委员会

## 领导
- 主任
  - 罗瑞卿（1961年11月-1965年12月）
  - 方强（1973年9月10日-1977年9月）
  - 洪学智（1977年9月-1980年1月）
  - 王震（分管副总理，兼任国防工办临时党组书记，但未兼任国防工办主任，1980年1月-1982年5月）
- 副主任
  - 1962年11月10日，任命赵尔陆、孙志远、方强、刘杰、刘西尧、邱会作为副主任。赵尔陆任常务副主任，主持国防工办日常工作。[4]
  - 李如洪[5]（1973年9月10日-）
  - 邹家华（1973年9月10日-1982年5月）
  - 郑汉涛（1973年9月10日-）
  - 叶正大（1975年10月7日-）
  - 周一萍（1975年10月7日-）
  - 乔治（1975年10月7日-）
  - 周太和
  - 钱益民
  - 王辉